# Cordilura deceptiva
Cordilura deceptiva är en tvåvingeart som beskrevs av Malloch 1923. Cordilura deceptiva ingår i släktet Cordilura och familjen kolvflugor. Inga underarter finns listade i Catalogue of Life.